# Teatro del Centro Carlos Eugenio Scheck
El Teatro del Centro Carlos Eugenio Scheck es una sala teatral ubicada en Plaza Cagancha 1164, Centro de Montevideo.

## Historia
Fue fundado en 1976, por el empresario Carlos Eugenio Scheck, del diario El País; hoy lleva su nombre. El Taller de Actuación para Teatro, Cine y Televisión, dirigido por Beatriz Massons, fue alojado durante más de dos décadas en el Teatro.
Grandes figuras de la escena nacional han pasado por esta sala de teatro como China Zorrilla, Imilce Viñas, Pepe Vázquez, Carlos Perciavalle, Petru Valensky, Graciela Rodríguez, Silvia Novaresse, Ricardo Espalter, Beatriz Massons, Estela Medina, entre otros.
Su repertorio se especializa en comedias de enredos, alternando con teatro clásico y espectáculos musicales.